# Паско (регіон)
Паско (ісп. Pasco, повна назва Región Pasco) — регіон Перу, розташований в центрі країни.

## Географія
Межує з регіонами Уануко на півночі, Укаялі на заході, Хунін на півдні та Ліма на заході. Столиця регіону — місто Серро-де-Паско. Регіон поділяється на три провінції:
- Даніель-Альсідес-Карріон (адм. центр — Янауака)
- Охапампа (адм. центр — Охапампа)
- Паско (адм. центр — Серро-де-Паско)